# Patricia Ross
Patricia Ross, née le 8 mars 1959 à Middlebury, Vermont, est une ancienne fondeuse américaine.

## Biographie
Patricia Ross skie d'abord dans le cadre du lycée qu'elle fréquente, le lycée Middlebury Union dans le Vermont. À l'université du New Hampshire, elle étudie l'éducation physique et obtient son diplôme en 1982.
À l'universiade d'hiver de 1983, elle arrive 17e du 10 000 mètres et 21e du 5 000 mètres. Cela lui permet de se qualifier pour les épreuves de Ski de fond aux Jeux olympiques de 1984 à Sarajevo, où elle arrive 39e du 10 000 mètres et 40e du 5 000 mètres. Au relais, auquel elle participe avec Susan Long, Judy Rabinowitz et Lynn Spencer-Galanes, l'équipe des États-Unis finit en septième position.
Après sa retraite sportive, elle devient agente immobilier dans l'État de New York.